# حصادة الأعشاب المائية

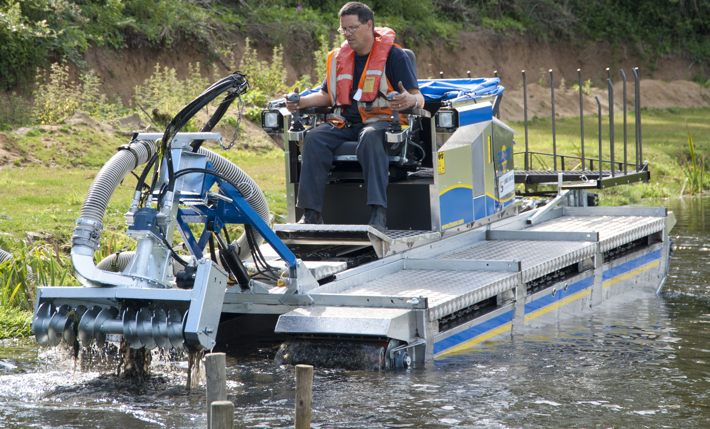
حصاد الأعشاب المائية أثناء العمل على بحيرة المياه العذبة

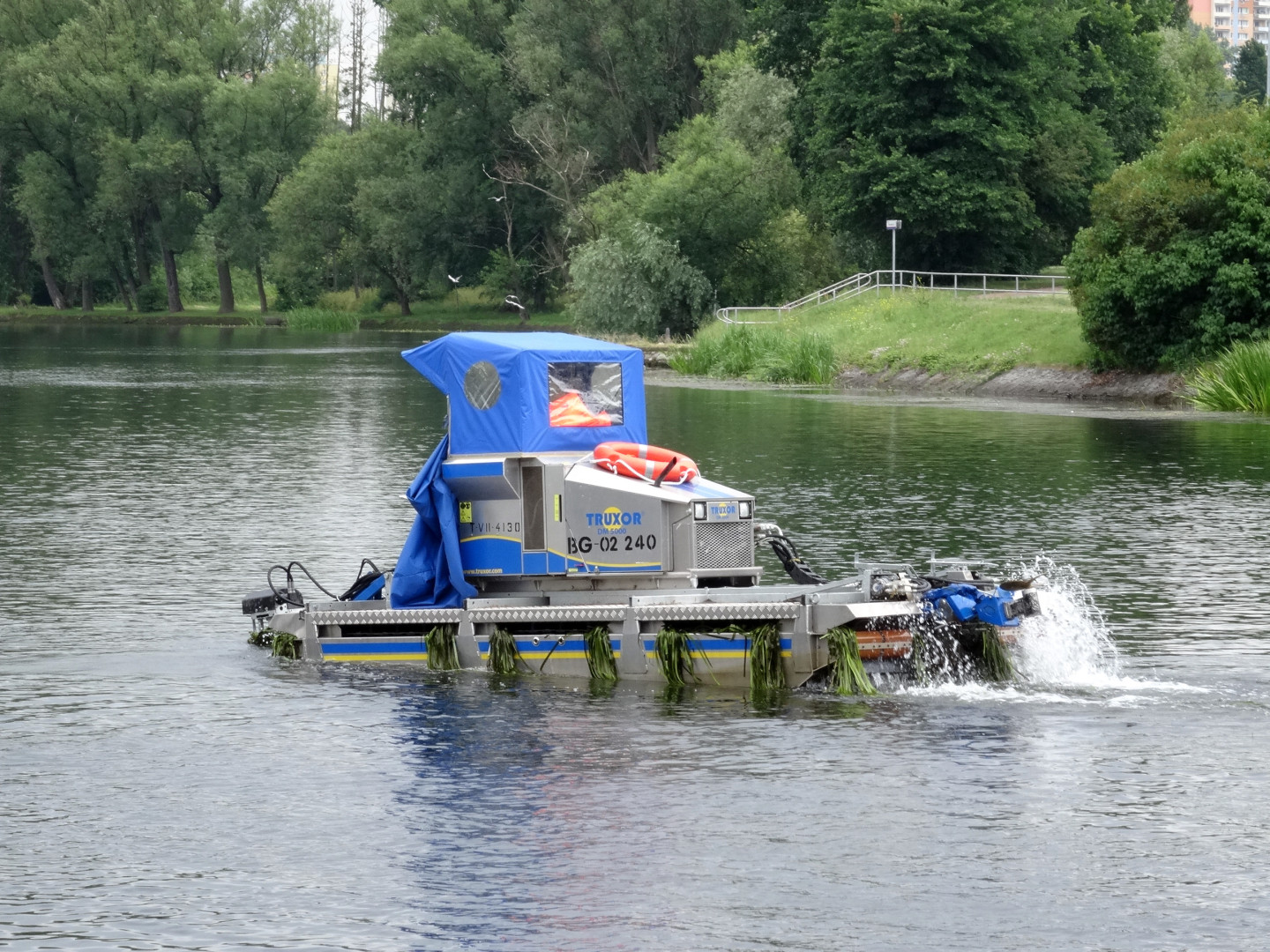
حصاد الأعشاب المائية

حصاد الأعشاب المائية (بالإنجليزية: Aquatic weed harvester)‏ ، المعروف أيضًا باسم جزازة المياه ،   قارب جز وزورق قطع الحشائش ، آلة مائية مصممة خصيصًا لإدارة مجرى المياه الداخلي لقطع وحصاد الأعشاب والقصب والنباتات المائية الأخرى تحت الماء الحياة. وقد عرفت هذه الطريقة باسم «الحصاد المائي».

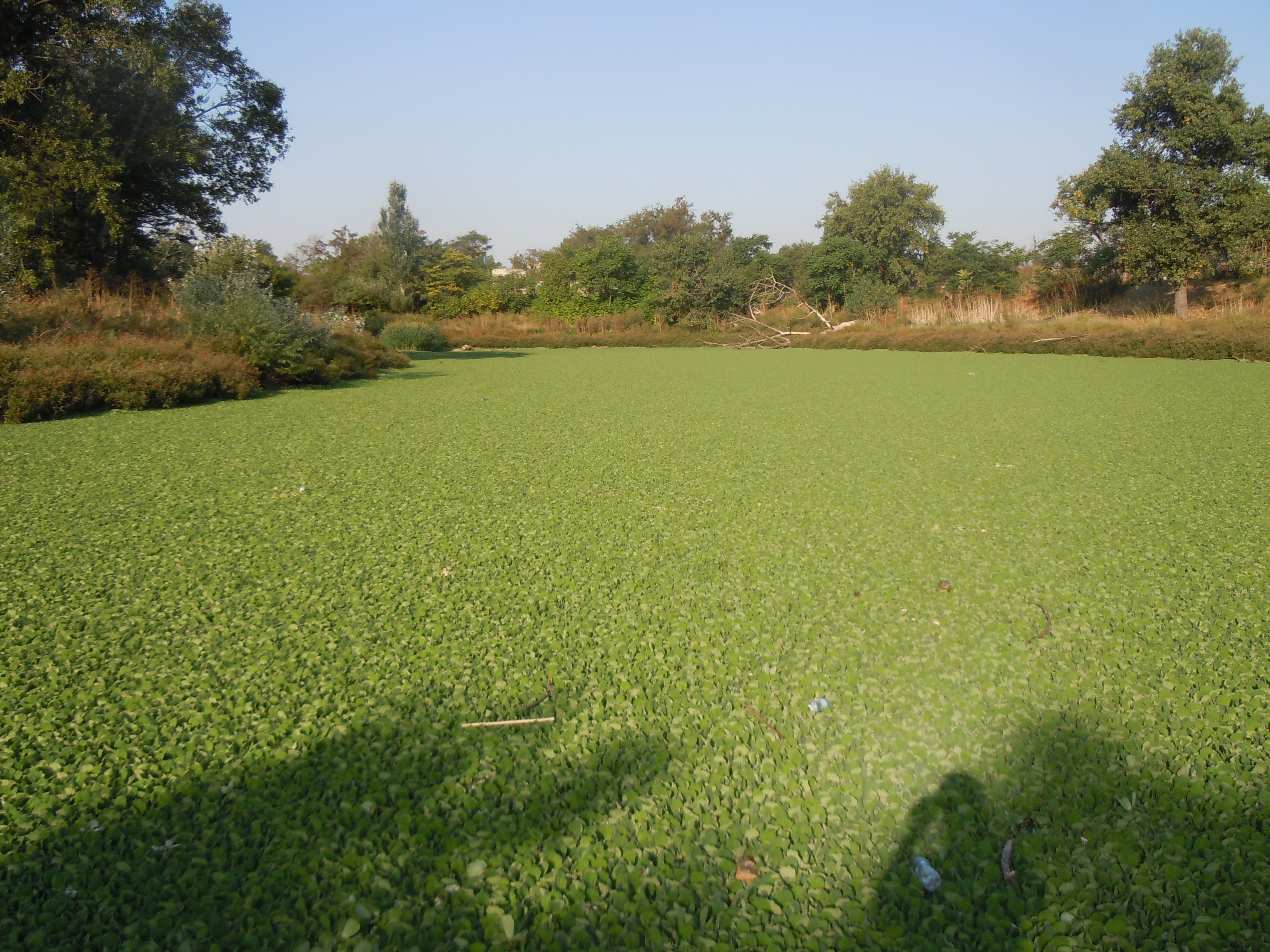
بركة في أوديسا ، أوكرانيا مغطاة بخس الماء (بستيا سترات)

الأرز هو النبات المائي الرئيسي الذي يُزرع من أجل غذاء الإنسان، ولكن تُزرع أيضًا مناطق أصغر من الجرجير وكستناء الماء. في بيئاتها الأصلية، تعد الأعشاب المائية جزءًا من نظام بيئي متوازن، ويتم إدخالها بشكل أساسي إلى أنواع من نباتات المياه التي تصبح غازية وتسبب مشاكل من خلال ازدحام المسطحات المائية.

## المميزات والعيوب
يمكن أن تكون الحصادات الميكانيكية فعالة في إزالة الأعشاب المائية ولكن ثمن الآلات الباهظ يصعب المهمة اذ تحتاج العملية إلى التكرار عدة مرات في موسم النمو. تبقى شظايا صغيرة من الحشائش في الماء وقد تنتشر إلى مواقع أخرى مما يساعد في تشتت الأنواع الغازية. قد تكون بعض المناطق ضحلة جدًا بالنسبة للحاصدة الميكانيكية وقد لا تتمكن من الوصول إلى المواقع المحظورة. قد تؤدي جذوع الأشجار المغمورة إلى إتلاف الآلات. يمكن أيضًا استخدام الأعشاب المائية كمصدر للوقود الحيوي. من البدائل للحصاد الميكانيكي استخدام مبيدات الأعشاب، وهي سهلة التطبيق وأقل تكلفة، ولكن قد يكون لها آثار ضارة غير مرغوب فيها على البيئة.

## حسب المنطقة

### أفريقيا

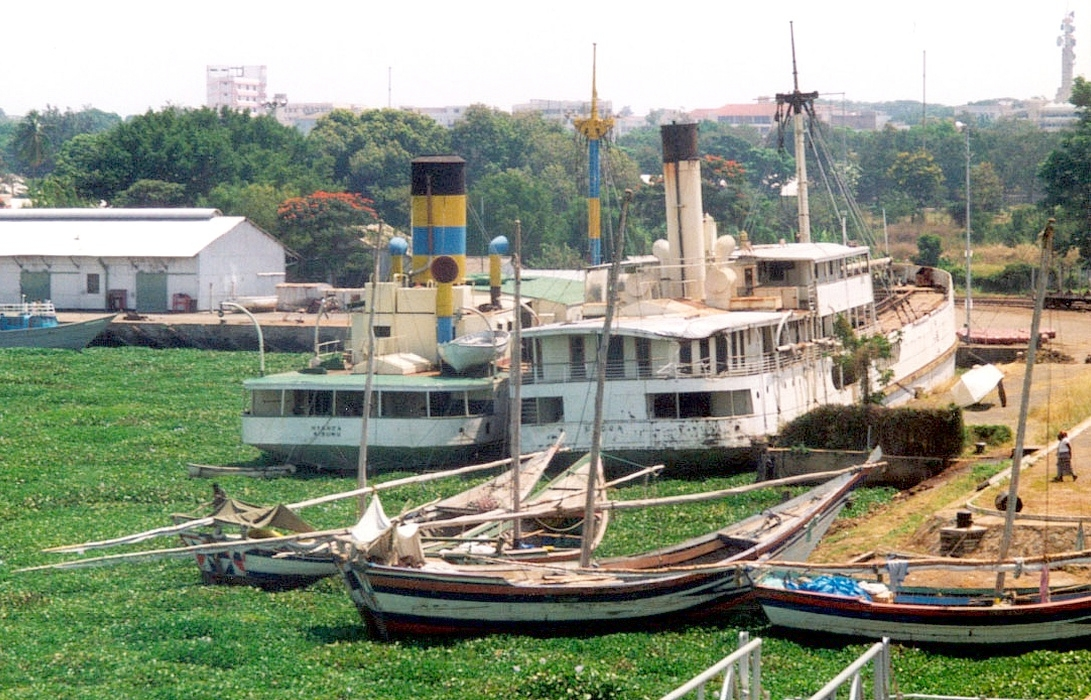
صفير الماء ينمو في بحيرة فيكتوريا في كيسومو

في يونيو 2015، أوصت وزارة الزراعة في أوغندا باستخدام حصاد الأعشاب المائية لتقليل نمو صفير الماء في بحيرة فيكتوريا، مما تسبب في ندرة الأسماك في البحيرة. أثرت ندرة الأسماك سلبًا على معيشة السكان المحليين الذين يعيشون في منطقة البحيرة. تمت التوصية بأنواع إضافية من الآلات لمعالجة المشكلة، وهي ماكينة حصادة هيدروليكية، ومصعد سحب وجرافة.

### الهند

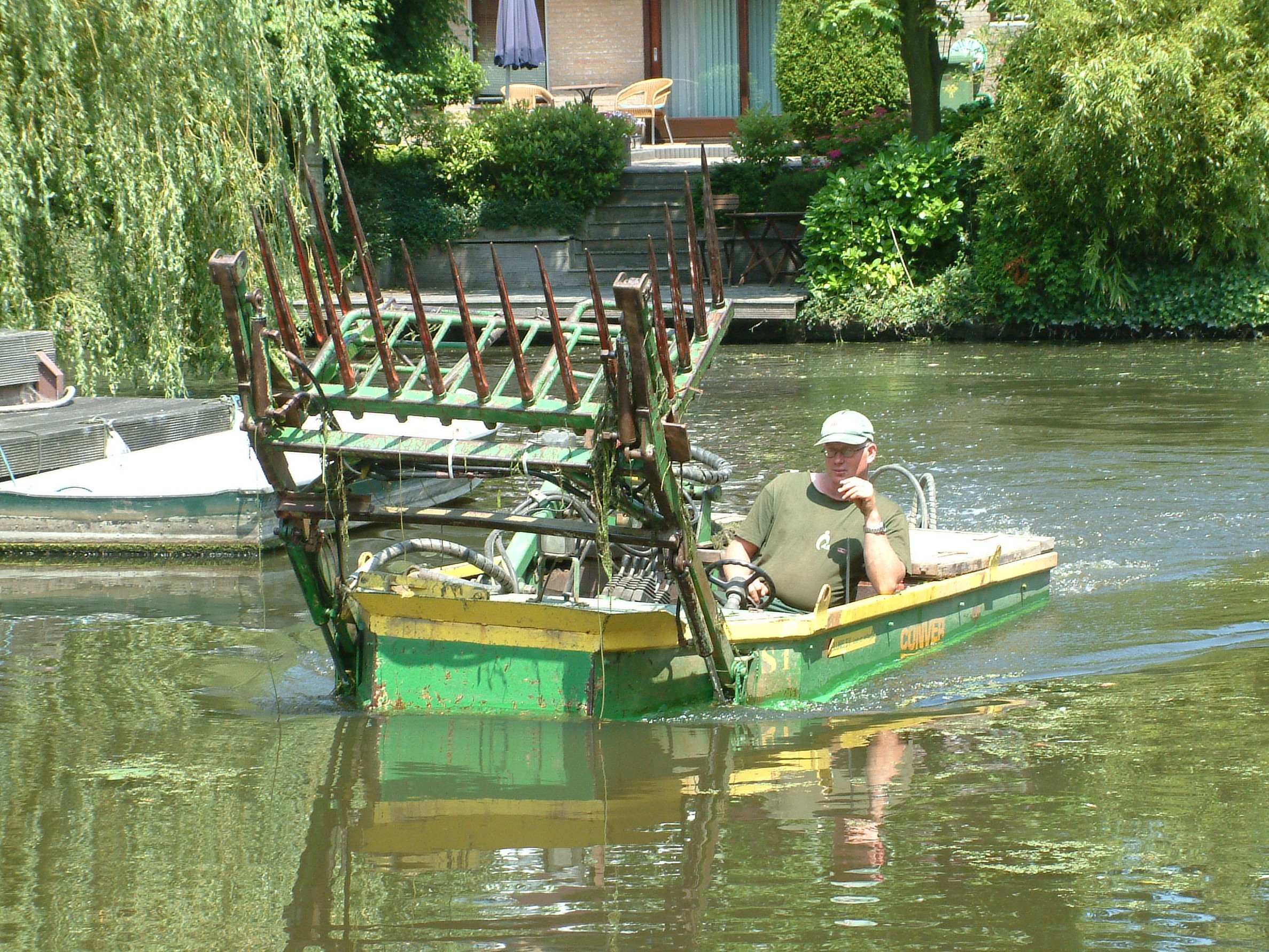
قارب جز

في أغسطس 2015 في حيدر أباد، الهند، تم استخدام حصاد الأعشاب المائية لإزالة الأعشاب الطحلبية والقمامة من بحيرة حسين ساجار. كما تم استخدام حفارة هيدروليكية برمائية. نفذت هذه العملية لمعالجة مشاكل التلوث في البحيرة، والتي تراكمت عليها طحالب ونفايات كبيرة مثل الأكياس البلاستيكية والمخلفات البلاستيكية وأغلفة الطعام والقمامة المختلفة، والتي كان بعضها يطفو فوق البحيرة.

### الولايات المتحدة
تقوم بعض الشركات الأمريكية بتصنيع حصادات الأعشاب المائية. ويقدر عدد الحشائش التي يمكن أن تقطعها إحدى هذه الآلات التي تصنعها شركة أمريكية حوالي نصف فدان من الحشائش يوميًا، وتبلغ تكلفتها أكثر من 100000 دولار.
استخدمت تامبا بولاية فلوريدا حصاد الأعشاب المائية في عام 2013 لتنقية الوسط المائي من النباتات الموجودة في البحيرات.
في عام 2012، تم استخدام حصاد الأعشاب المائية لإزالة الطحالب من البحيرة المركزية في ليوني بولاية ميشيغان. تقوم الآلة المستخدمة بجمع الطحالب والأعشاب التي تعيش في قاع البحيرة وإزالتها من المجرى المائي.